# Admoestações canônicas
As admoestações canônicas são um meio preliminar utilizado pela Igreja Católica em relação a um suspeito, como prevenção de danos ou remédio para o mal.
As advertências canônicas fazem parte de códigos de direito canônico anteriores. O uso da admoestação canónica continua a ser um passo no crescente processo punitivo tanto no atual Código de Direito Canónico da Igreja Latina de 1983 como no Código de Cânones das Igrejas Orientais das Igrejas Orientais Católicas.

## História
A instrução de 1880, por orientação do Papa Leão XIII, da Congregação dos Bispos e Regulares aos bispos da Itália, deu-lhes o privilégio de utilizar um procedimento sumário nos julgamentos do clero por transgressões criminais ou disciplinares. O Artigo IV decreta: “Entre as medidas de preservação devem ser considerados principalmente o retiro espiritual, as admoestações e as injunções”. Artigo VI: “As admoestações canônicas poderão ser feitas de forma paternal e privada (mesmo por carta ou por intermediário), ou de forma legal, mas sempre de forma que a prova de sua realização fique registrada”.

## Uso
Estas admoestações devem basear-se numa suspeita de culpa suscitada por boatos públicos e investigada por uma autoridade competente, estabelecendo-se o resultado uma base razoável para a suspeita. Se forem descobertos poucos fundamentos para a suspeita, o superior hierárquico não deve sequer advertir a pessoa, a menos que o suspeito tenha apresentado, em ocasiões anteriores, motivos sérios para acusá-la.
As advertências podem ser paternas ou legais ( canônicas ). Se os fundamentos forem tais que produzam uma probabilidade séria, ou meia prova, serão suficientes para uma admoestação paterna. Uma advertência paterna é administrada após as seguintes etapas: 
- O prelado, pessoalmente ou através de um delegado confidencial, informa ao suspeito o que foi dito sobre ele ou ela, sem mencionar a fonte da informação e sem ameaça, mas pede alteração.
- Se a parte suspeita puder demonstrar imediatamente que não há base para suspeita, nada mais poderá ser feito sobre o assunto.
- Se a sua negação não banir as suas dúvidas, o prelado deve tentar, através da persuasão, da exortação e da súplica, induzi-lo a evitar tudo o que possa ser uma ocasião próxima de mal, e a reparar o dano ou escândalo causado.
- Se isto não for eficaz, o prelado pode iniciar o processo judicial.
- Se as provas disponíveis forem inadequadas, isso não é aconselhável. A vigilância deve ser usada juntamente com penalidades negativas, como a retenção de cargos especiais ou a retirada daqueles antes de serem exercidos.
- Se o suspeito não responder à intimação, a suspeita do prelado aumenta razoavelmente, e uma pessoa de confiança deverá entrevistar o suspeito e comunicar os resultados.
- Se o suspeito se recusar a tratar com o delegado, deverão ser feitas uma segunda e uma terceira convocação peremptória.
- Havendo prova de nova recusa, com prova de que a intimação foi recebida, o suspeito é presumido culpado.

Assim se abre o caminho para a advertência canônica ou jurídica acima mencionada. A meia prova presumida é reforçada, em primeiro lugar, pela contumácia do suspeito; em segundo lugar, pela sua confissão da acusação em questão. Uma acusação emitida por uma pessoa confiável, ou uma má reputação predominante do suspeito, pode substituir o defeito da prova necessária para a acusação.
Para a advertência paterna basta que esta má reputação seja espalhada entre pessoas menos responsáveis, mas para a advertência legal a má reputação deve emanar de pessoas sérias e confiáveis. A advertência legal é, em grande medida, semelhante à intimação para julgamento.
Havendo urgência no caso, bastará uma intimação peremptória, declarando-o em lugar dos três. O prelado pode ainda sentir que não tem provas suficientes para provar a delinquência. Ele pode permitir que o suspeito se purgue da suspeita ou acusação mediante juramento e atestação de duas ou mais pessoas confiáveis de que estão convencidas de sua inocência e de que confiam em sua palavra. Se ele não conseguir encontrar tais comprovantes de sua inocência, e ainda assim não houver prova estritamente legal de sua culpa (embora haja graves razões para suspeita), o prelado poderá seguir a admoestação legal por meio de um preceito ou comando especial, de acordo com o caráter de a suspeita de delinquência.
A violação deste preceito implicará o direito de aplicar a pena que deverá ser mencionada no momento da ordem. Isto deve ser feito pelo prelado ou seu delegado de forma formal e legal perante duas testemunhas e o notário da sua cúria, ser assinado por eles, e pelo suspeito se assim o desejar. A advertência paterna deve ser mantida em segredo; a advertência legal é parte reconhecida dos “atos” para procedimento futuro.